# ويست وارويك (رود آيلاند)
ويست وارويك (بالإنجليزية: West Warwick)‏ هي بلدة تقع بولاية رود آيلاند في الولايات المتحدة. تبلغ مساحتها 21 (كم²)، وترتفع عن سطح البحر 46 م، بلغ عدد سكانها 29191 نسمة في عام 2010 حسب إحصاء مكتب تعداد الولايات المتحدة وتصل الكثافة السكانية فيها 1424 نسمة/كم2.

## أعلام
- تشوك بلومبو
- بوب وايلي
- جورج لوز
- روبرت إي. كوين
- آن هود
- إد تشيركوفيتش

## وصلات خارجية
- The US50 - Cities and Towns in Rhode Island State
- Rhode Island Cities and Towns, Facts, Map, Flag, Colleges, Government, and More